# هارون روسو
هارون روسو (بالإنجليزية: Aaron Russo)‏ هو رائد أعمال ومنتج أفلام ومخرج أمريكي، ولد في 14 فبراير 1943 في بروكلين في الولايات المتحدة، وتوفي في 24 أغسطس 2007 في لوس أنجلوس في الولايات المتحدة بسبب سرطان المثانة.

## وصلات خارجية
- هارون روسو على موقع IMDb (الإنجليزية)
- هارون روسو على موقع ألو سيني (الفرنسية)
- هارون روسو على موقع أول موفي (الإنجليزية)
- هارون روسو على موقع قاعدة بيانات برودواي على الإنترنت (الإنجليزية)
- هارون روسو على موقع قاعدة بيانات الأفلام السويدية (السويدية)
- هارون روسو على موقع إن إن دي بي (الإنجليزية)
- هارون روسو على موقع قاعدة بيانات الفيلم (الإنجليزية)
- هارون روسو على موقع كينوبويسك (الروسية)